# 宜昌长江公路大桥
宜昌长江公路大桥位于中国湖北省宜昌市，是沪渝高速公路主干线在湖北省境内跨长江的一座特大型桥梁，桥址位于东汉末年三国时期“夷陵之战”的古战场遗址——猇亭，桥址北岸距宜昌城区中心约15公里，距三峡机场约8公里，距上游的葛洲坝22公里、三峡大坝约50公里，距下游的枝城长江大桥约45公里。交通部于1995年2月批复同意建设。1996年以交计发[1996]1001号批复工程可行性研究报告。项目于1998年2月19日开工建设，2001年9月19日建成通车投入试营运，2004年12月3日以96.46分的优异成绩通过竣工验收，并获得第五届土木工程学会最高奖“詹天佑”土木工程大奖和建筑业协会最高奖“鲁班奖”。
大桥总投资8.95亿元，主桥净跨960米，全长1188.3米，桥面全宽30米，净宽22米，桥头接线约5公里，设计行车速度为80公里/小时，桥面高程为83.24米，最高通航水位为52.18米，桥型采用双塔单跨钢箱梁悬索桥，单孔净跨长度为建设时全国第三。
因2005年12月连接大桥南岸的沪渝高速建成通车，2006年政府对大桥南北岸通道进行了改建，将原设在主线的收费站迁建至互通匝道上。2010年4月，宜昌长江公路大桥首次进行大修，采用树脂沥青组合体系钢桥面铺装技术（简称ERS）重新铺装桥面，替换了使用了9年的双层SMA钢桥面铺装。